# Filosofie van de geest

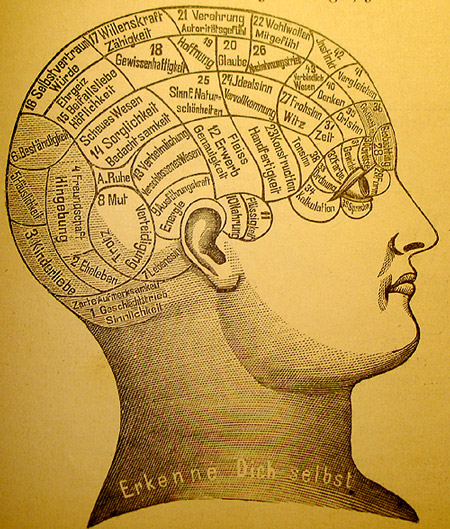
Een frenologische weergave van de hersenen. Frenologie behoorde tot de eerste pogingen om de mentale functies te verbinden met specifieke delen van de hersenen.

De filosofie van de geest (Engels: Philosophy of Mind) is de filosofische studie van de geest, de mentale processen, de mentale functies, de mentale eigenschappen en het bewustzijn en hun verhouding tot het fysieke lichaam: het zogenoemde lichaam-geestprobleem. Het domein is vooral ontwikkeld binnen de traditie van de analytische filosofie.

## Dualisme en monisme
Twee van de grote denkstromingen die pogen het lichaam-geestprobleem op te lossen zijn het dualisme en het monisme. Het dualisme veronderstelt een afzonderlijk bestaan voor zowel de geest als het lichaam. Deze opvatting kan in de westerse wereld tot Plato en Aristoteles worden teruggevoerd en in de oosterse cultuur, bij de Hindoeïstische filosofie tot de school van samkhya. René Descartes heeft in de 17e eeuw deze opvatting het meest precies geformuleerd. Het monisme werd in het westen voor het eerst geformuleerd door Parmenides en in de moderne tijd door Spinoza en stelt dat er slechts één substantie bestaat. In het oosten kan de vergelijking worden gemaakt met het hindoeïstische concept van de brahman of de tao, die onder andere door Laozi is geformuleerd.
Substantiedualisten stellen dat de geest een onafhankelijk bestaande substantie is. Eigenschapsdualisten, daarentegen, stellen dat de geest een chaotisch samengaan is van onderling afhankelijke eigenschappen die uit de hersenen emergeren en er niet toe zijn te herleiden, hoewel het geen onderscheiden substantie is. Fysicalisten stellen dat alleen de hersenen feitelijk bestaan, idealisten stellen dat alleen de geest feitelijk bestaat en neutrale monisten hangen de opvatting aan dat er een andere, neutrale substantie is en dat zowel geest als materie eigenschappen zijn van deze onbekende substantie. De meest voorkomende vormen van monisme in de 20e en de 21e eeuw zijn alle variaties van het materialisme, of fysicalisme, inclusief het behaviorisme, de identiteitstheorie en het functionalisme.
De meeste moderne filosofen nemen ofwel een reductionistisch ofwel een niet-reductionistisch fysicalistisch standpunt in, waarbij men op verschillende manieren het idee verdedigt dat het menselijk brein de enige bestaande substantie is. Reductionisten stellen dat alle mentale modi en eigenschappen uiteindelijk door neurowetenschappelijke verklaringen van hersentoestanden en eigenschappen zullen worden verklaard.
Niet-reductionisten redeneren dat, hoewel alleen de hersenen bestaan als substantie, de predicaten en de woordenschat die voor een mentale beschrijving en verklaring worden gebruikt noodzakelijk en onvermijdbaar zijn en niet tot de taal en de verklaringen op een lager niveau kunnen worden herleid, die door de natuurwetenschappen kunnen worden gegeven. Aanhoudende neurowetenschappelijke vooruitgang heeft geholpen om enkele van deze kwesties op te helderen, maar ze zijn verre van opgelost. Moderne filosofen, actief in de filosofie van de geest, stellen zich nog steeds de vraag hoe de subjectieve eigenschappen en de intentionaliteit van mentale toestanden en eigenschappen op een naturalistische manier kunnen worden verklaard.

## Het lichaam-geestprobleem
Het lichaam-geestprobleem is strikt genomen het probleem met betrekking tot de verklaring van de relatie tussen geesten, of mentale processen, en lichamelijke toestanden of processen. Onze perceptuele ervaringen zijn afhankelijk van stimuli die onze verschillende zintuigen bereiken vanuit de buitenwereld. Deze stimuli liggen aan de basis van veranderingen in de toestanden van onze hersenen en veroorzaken uiteindelijk het gevoel van een prettige of onprettige indruk (sensation). Iemands verlangens naar een bepaald iets zullen de neiging opwekken bij die persoon om diens lichaam op een bepaalde wijze te bewegen in een zekere richting in een poging om datgene te bereiken waar men naar verlangt. Maar hoe is het mogelijk dat bewuste ervaringen (experiences) kunnen voortkomen uit een inerte massa van grijze materie met bepaalde elektrochemische eigenschappen? Hoe kan iemands verlangen het proces opwekken waarbij de neuronen van die persoon actief worden en de spieren op precies de juiste manier samentrekken? Dit zijn enkele van de belangrijkste puzzels waarmee de filosofen van geest en cognitie geconfronteerd worden, al sinds de tijd van René Descartes.

## Dualistische oplossingen voor het lichaam-geestprobleem
Dualisme is een verzameling van standpunten over de relatie tussen de geest en stoffelijke materie, die aanvangt met de bewering dat mentale fenomenen, in sommige opzichten, niet-fysisch zijn.
Een van de vroegst bekende formuleringen van het lichaam-geest dualisme is die van de oosterse Sankhya-school in de Hindoeïstische filosofie, ca. 650 v.Chr., die de wereld onderverdeelde in de geest, purusha, en materie, prakrti. In de Westerse filosofische traditie vinden we voor het eerst gelijkaardige ideeën terug in de geschriften van Plato en Aristoteles, die - elk met eigen redenen - stelden dat de "intelligentie" (een eigenschap van de geest of de ziel) van een mens niet verklaard kunnen worden in termen van lichaam of materie.
De bekendste versie van het dualisme is echter de variant die door René Descartes vooropgesteld werd in 1641 en stelt dat de geest een niet-fysische substantie is. Descartes was de eerste die de geest duidelijk heeft geïdentificeerd met het bewustzijn en zelfbewustzijn en de eerste die de geest onderscheidde van de hersenen, die werden gezien als de zetel van de intelligentie. Bijgevolg was hij de eerste die het lichaam-geestprobleem formuleerde in de vorm waarin het vandaag nog steeds bestaat.

### Argumenten voor het dualisme
Het centrale argument voor het dualisme is eenvoudigweg dat het de common-sense-intuïtie van de grote meerderheid van niet-filosofisch opgeleide mensen aanspreekt. Wanneer hem gevraagd wordt wat de geest is, zal de gemiddelde persoon gebruikelijk antwoorden door het te identificeren met hun eigen zelf, hun persoonlijkheid, hun ziel, of een andere soortgelijke entiteit. Ze zullen bovendien bijna zeker ontkennen dat de geest eenvoudigweg gelijk is aan de hersenen of omgekeerd en stellen dat het idee dat er slechts één ontologische entiteit werkzaam is, ofwel te mechanistisch, ofwel onintelligibel is.
De meerderheid van de moderne filosofen van de geest verwerpt het dualisme en stelt dat deze intuïties, zoals vele andere, waarschijnlijk misleidend zijn. We zouden onze kritische instelling, alsook de empirische bewijzen uit de wetenschappen moeten aanwenden om deze veronderstellingen te onderzoeken en met zekerheid te bepalen of er een reële basis voor bestaat.
Een ander erg belangrijk, meer modern argument ter verdediging van het dualisme bestaat uit het idee dat het domein van het mentale en het fysische zeer verschillende en misschien zelfs onverzoenbare eigenschappen lijken te hebben. Mentale gebeurtenissen hebben een zekere subjectieve eigenschap, terwijl fysische gebeurtenissen dat overduidelijk niet hebben. Bijvoorbeeld: Hoe voelt een verbrande vinger? Hoe ziet een blauwe hemel eruit? Hoe klinkt mooie muziek? De filosofen van geest en cognitie noemen de subjectieve aspecten van mentale gebeurtenissen "Qualia". Er is iets dat lijkt op hoe het voelt om pijn te ervaren, op het zien van een bekende tint van blauw, etc; er zijn qualia betrokken in deze mentale gebeurtenissen. De dualisten beweren dat deze qualia moeilijk gereduceerd kunnen worden tot iets op fysisch niveau.
Een hedendaags argument dat pleit in de richting van dualisme, en ten nadele van vormen van monisme, is geformuleerd door de filosoof Saul Kripke. Hij stelt dat als het monisme juist is, de identiteit tussen lichaam en geest noodzakelijk moet zijn. Het zou met andere woorden dan niet mogelijk zijn dat het een zonder het ander voorkomt. Nu, het is best mogelijk dat het lichaam zonder de ziel voorkomt, of de ziel zonder het lichaam. Dus is het monisme fout, en moet de oplossing liggen in een vorm van dualisme. Belangrijk hierbij op te merken is dat Saul Kripke noodzakelijkheid definieert als het geval in alle werelden en contingent als het geval in sommige werelden. De lichaam-geestrelatie lijkt echter onder de tweede categorie te vallen, en aldus kan men hier niet spreken over werkelijke identiteit.

### Interactionistisch dualisme

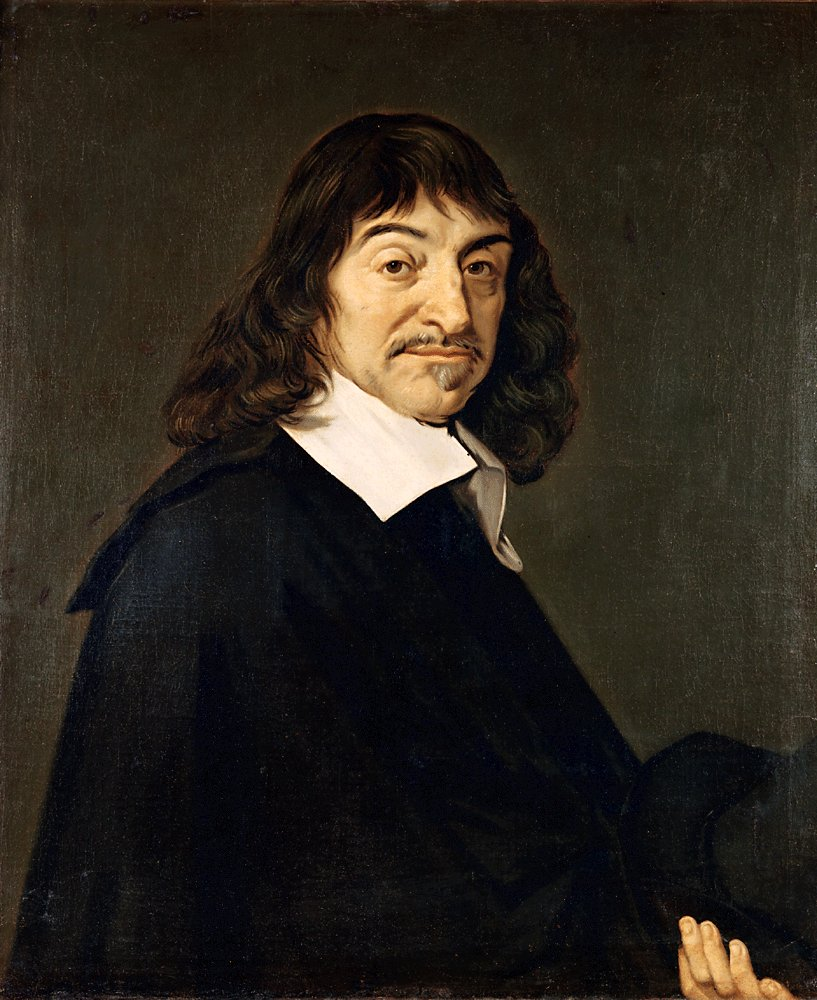
René Descartes door Frans Hals, 1648

Interactionistisch dualisme, of eenvoudig 'interactionisme', is de specifieke variant van het dualisme die het eerst vertegenwoordigd werd door Descartes in diens Meditaties. In de 20e eeuw waren de bekendste vertegenwoordigers van deze stroming Karl Popper en John Carew Eccles. Het interactionisme stelt dat mentale toestanden, zoals overtuigingen en verlangens, causaal verbonden zijn met fysische toestanden. Descartes' beroemde argument voor deze positie kan samengevat worden als volgt: Jan heeft een helder en onderscheiden idee (une idée claire & distincte) van zijn eigen geest als een denkend ding dat geen ruimtelijke uitgebreidheid kent. De geest is een Res cogitans, geen Res Extensa. De geest kan met andere woorden niet gemeten worden in termen van lengte, gewicht, hoogte, kleur etc. Daarnaast heeft Jan een helder en onderscheiden idee van zijn lichaam als iets dat wel ruimtelijk uitgebreid is, onderhevig aan kwantificatie en zonder de capaciteit tot denkactiviteit. Hieruit volgt dat, volgens Descartes, geest en lichaam niet identiek zijn, aangezien zij radicaal verschillende eigenschappen hebben.
Desondanks is het duidelijk dat de mentale toestanden (overtuigingen, verlangens, etc.) causale gevolgen hebben op zijn lichaam en omgekeerd: Een kind raakt een warme kachel aan (fysische gebeurtenis). Hierdoor wordt pijn veroorzaakt (mentale gebeurtenis) en dat zorgt ervoor dat het kind begint te schreeuwen (fysische gebeurtenis), waardoor bij de moeder een gevoel van angst en beschermingsdrang optreedt (mentale gebeurtenis) en zo verder.
Descartes' argument is duidelijk afhankelijk van de cruciale premisse dat de "heldere en onderscheiden" ideeën waar Jan geloof aan hecht ook daadwerkelijk noodzakelijk waar zijn. De meeste moderne filosofen betwijfelen echter de geldigheid van een dergelijke aanname, aangezien na Descartes door Sigmund Freud en Pierre Duhem, Bronisław Malinowski en door de theoretici van de waarneming werd aangetoond dat een dergelijke idee van geprivilegieerde en directe toegang tot de eigen ideeën op zijn best dubieus te noemen is. Zo toonde Freud aan dat een psychologisch opgeleide en getrainde derde persoon de onbewuste drijfveren van een persoon beter kan kennen dan de persoon zelf. Duhem stelde dat een wetenschapsfilosoof beter bij machte was om iemands wetenschappelijke zoekmethoden te kennen dan de persoon in kwestie zelf. Malinowski beweerde dat een antropoloog iemands gebruiken en gewoonten beter kan kennen dan de persoon zelf en de theoretici van de waarneming toonden aan dat experimenten mensen dingen kunnen laten zien die er niet zijn en dat een wetenschapper de waarnemingen van een persoon beter kan beschrijven dan de persoon zelf.

### Andere vormen van dualisme

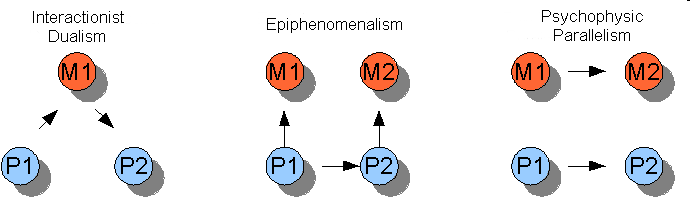
Drie vormen van dualisme. De pijlen geven de richting aan van de causale interacties. (Eigenschapsdualisme wordt niet weergegeven op de afbeelding). (P:Fysische toestand, M: Mentale toestand)

Andere belangrijke vormen van dualisme die ontstonden als reactie op de Cartesiaanse variant, of als een poging om haar te redden, zijn:
1) Psycho-fysisch parallellisme, of parallellisme, is de opvatting dat de geest en het lichaam, hoewel ze beide over een onderscheiden ontologische status beschikken, elkaar niet causaal beïnvloeden, maar beide een parallel verloop volgen. Hierbij interageren mentale gebeurtenissen causaal met andere mentale gebeurtenissen en gebeurtenissen in de hersenen interageren causaal met andere gebeurtenissen in de hersenen, maar mentale gebeurtenissen interageren niet met gebeurtenissen in de hersenen of omgekeerd. Ze lijken elkaar enkel te beïnvloeden. Deze opvatting werd het meest prominent vertegenwoordigd door Gottfried Wilhelm Leibniz. Hoewel Leibniz in feite een ontologische monist was die geloofde dat er maar één fundamentele substantie bestond in het universum, namelijk de monaden, waartoe alle andere substanties konden herleid worden, verdedigde hij desondanks dat er een belangrijk onderscheid moest bestaan tussen "het mentale" en het "fysieke" in termen van causaliteit. Hij stelde dat God op voorhand de dingen had geordend opdat geest en lichaam met elkaar in harmonie zouden zijn. Deze opvatting is beter bekend als de doctrine van de harmonia praestabilita (Harmonie Préétabli).

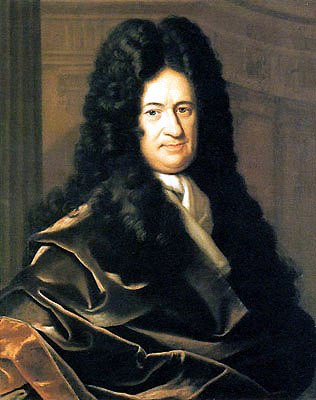
Portret van Gottfried Wilhelm Leibniz door Bernhard Christoph Francke (ca. 1700)

2) Occasionalisme is het standpunt dat ingenomen werd door Nicolas Malebranche. Deze opvatting verdedigt dat alle vermeende causale relaties tussen fysische gebeurtenissen, of tussen fysische en mentale gebeurtenissen, in feite geen echte causale relaties zijn. Hoewel lichaam en geest volgens deze opvatting nog steeds worden gezien als verschillende substanties, worden de effecten van alle oorzaken (ongeacht of ze fysisch of mentaal zijn) toegeschreven aan een interventie van God, die bij elke causale gebeurtenis tussenbeide komt
3) Epifenomenalisme: Niet-interactionistisch Eigenschaps-Dualisme is een doctrine die het eerst werd geformuleerd door Thomas Henry Huxley
. Fundamenteel bestaat deze opvatting in het standpunt dat mentale fenomenen causaal impotent zijn. Fysische gebeurtenissen kunnen andere fysische gebeurtenissen veroorzaken, fysische gebeurtenissen kunnen ook mentale gebeurtenissen voortbrengen, maar mentale gebeurtenissen kunnen zelf niets veroorzaken, aangezien ze causaal inerte bijproducten (epifenomenen) zijn van de fysische wereld. Het epifenomenalisme werd in meer recente tijden het sterkst verdedigd door Frank Cameron Jackson.
4) Emergentisme: Interactionistische Eigenschapsdualisten stellen dat wanneer materie op een gepaste manier georganiseerd is, met name op de manier zoals levende menselijke lichamen georganiseerd zijn, mentale eigenschappen voortkomen. Bijgevolg van deze opvatting is een variant van het emergentiematerialisme. Deze emergerende eigenschappen hebben een onafhankelijk ontologisch statuut en kunnen niet gereduceerd worden tot, of verklaard worden in termen van het fysische substraat waaruit ze voortkomen. Deze positie wordt aangehangen door David Chalmers en Saul Kripke en heeft een soort renaissance ondergaan in de voorbije jaren.

## Monistische oplossingen voor het lichaam-geestprobleem

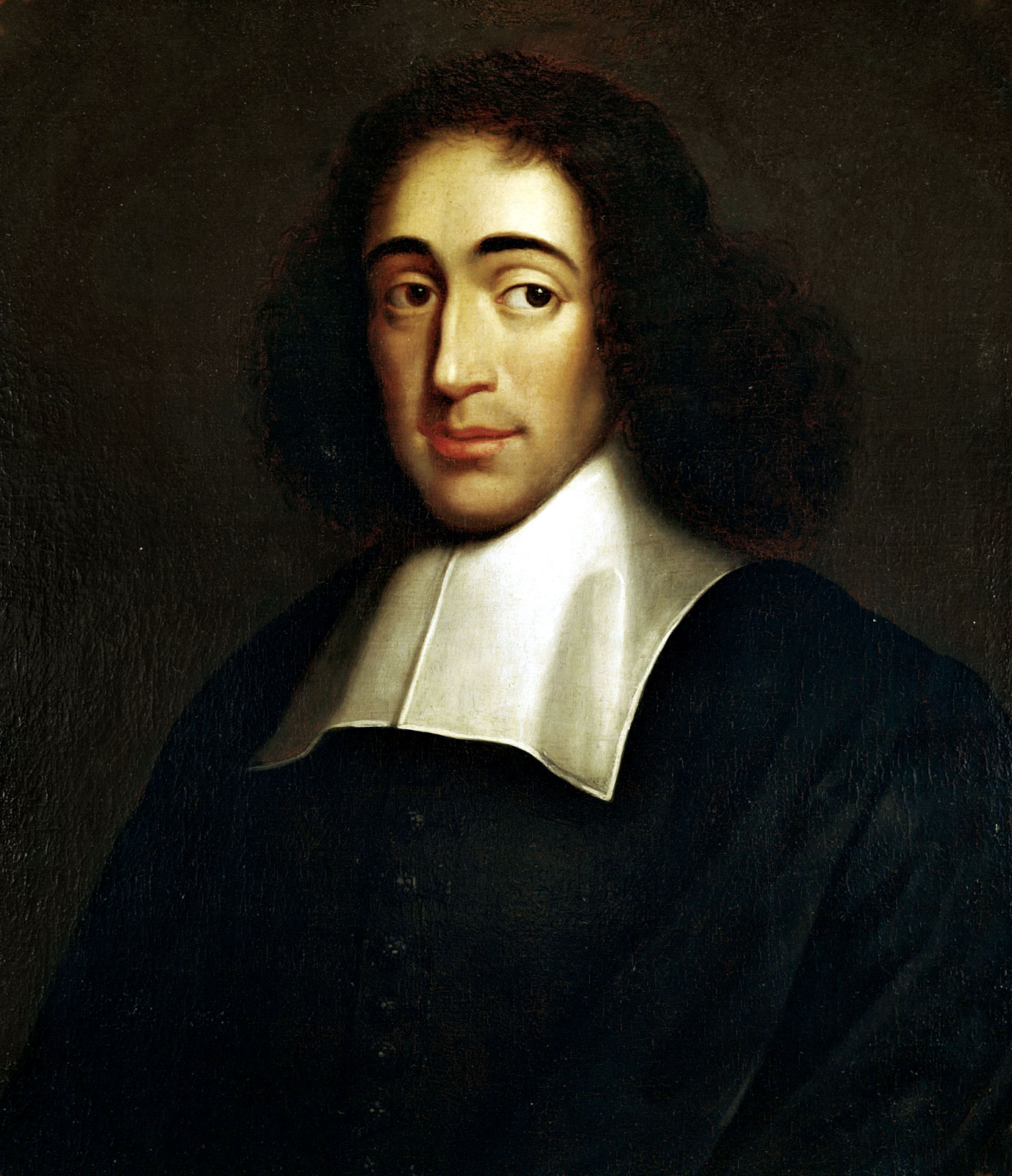
Benedictus (Baruch) de Spinoza

In contrast met het dualisme, stelt het monisme dat er slechts één fundamentele substantie bestaat. Momenteel bestaat de meest vertegenwoordigde versie van het monisme in de westerse filosofie uit varianten van het fysicalisme.
Fysicalistisch monisme neemt aan dat de enige bestaande substantie fysisch is, in een bepaalde betekenis van die term die moet verhelderd worden door onze beste wetenschappelijke theorieën. Er zijn echter verscheidene interpretaties en formuleringen mogelijk (cf. infra). Een andere vorm van monisme stelt dat de enige bestaande substantie van mentale aard is. Dergelijke vormen van idealistisch monisme zijn echter erg ongebruikelijk in het hedendaagse westen.
Fenomenalisme, de theorie die stelt dat alles dat bestaat, representaties (of Sense Data) zijn van externe objecten in onze geesten en niet de objecten zelf, werd overgenomen door Bertrand Russell en vele logisch positivisten in de loop van de vroege 20e eeuw. De theorie hield echter maar een korte tijd stand.
Een derde mogelijkheid is het aanvaarden van het bestaan van een basale substantie die noch fysisch, noch mentaal is. De mentale en de fysische substanties zouden dan beide eigenschappen zijn van deze neutrale substantie. Een dergelijke positie werd ingenomen door Baruch Spinoza en later gepopulariseerd door Ernst Mach in de 19e eeuw. Dit neutraal monisme, zoals het doorgaans genoemd wordt, gelijkt op het eigenschapsdualisme. In de nu volgende discussie worden enkel fysicalistische monistische theorieën in overweging genomen.

### Behaviorisme
Het behaviorisme domineerde de filosofie van de geest gedurende het grootste deel van de 20e eeuw, maar in het bijzonder de eerste helft. In de psychologie ontwikkelde het behaviorisme zich als een reactie tegen de ontoereikendheid van het introspectionisme. Introspectieve verslagen van iemands eigen mentale leven kunnen geen onderwerp zijn van grondig en accuraat onderzoek en zijn niet veralgemeenbaar. Zonder mogelijkheid tot generalisatie en de mogelijkheid tot onderzoek door derden, argumenteerden de behavioristen, is wetenschap niet mogelijk. De uitweg voor de psychologie was de afwijzing van de idee van een intern mentaal leven (en mede ook een ontologisch onafhankelijke geest) en het verleggen van de klemtoon naar de beschrijving van observeerbaar gedrag.
Gelijklopend met deze ontwikkelingen in de psychologie ontstond ook een filosofisch behaviorisme, dat ook vaak logisch behaviorisme genoemd wordt. Deze stroming wordt gekenmerkt door een streng verificationisme, dat algemeen alle onverifieerbare beweringen over het interne mentale leven afwijst als betekenisloos. Maar wat zijn mentale toestanden dan als het geen interne toestanden zijn waarvan men introspectief verklaringen kan afleggen? Het antwoord van de behavioristen is dat mentale toestanden niet bestaan, maar in feite slechts beschrijvingen zijn van gedrag of disposities tot bepaald gedrag, gemaakt door externe derden in een poging om het gedrag van anderen te verklaren of voorspellen.
Filosofisch behaviorisme werd door de meeste hedendaagse filosofen van geest en cognitie als achterhaald beschouwd. Behalve andere problemen bleef het behaviorisme bijvoorbeeld vasthouden aan de foutieve gedachte dat iemand over gedrag praat, wanneer die persoon spreekt over zijn of haar barstende hoofdpijn. Inmiddels vindt een herontdekking van het behaviorisme plaats, in de vorm van het zogenaamde radicaal behaviorisme. De grondslagen hiervan zijn uitgewerkt in de Relational Frame Theory, een psychologische theorie die de rol van taal in het menselijke denken en cognitie verklaart. Ook de filosoof Daniel Dennett hangt vandaag de dag een vorm van behaviorisme aan.

### Identiteitstheorie

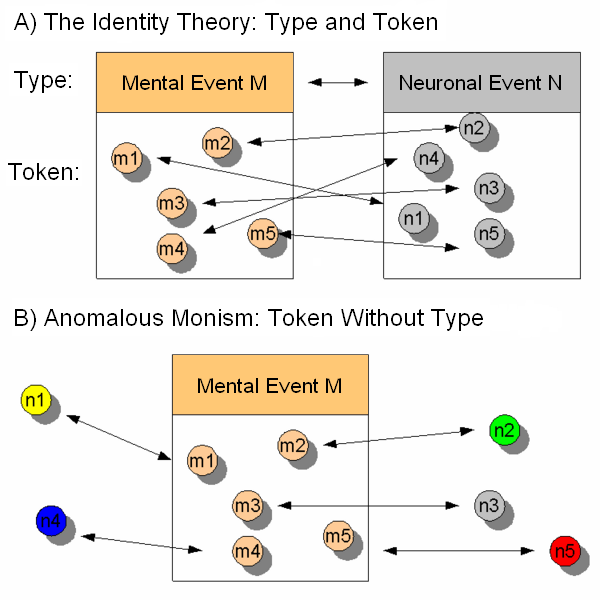
De traditionele identiteitstheorie in contrast met het inconsistente monisme. Bij de identiteitstheorie correspondeert elke token instantiatie van een enkelvoudig mentaal type met een fysisch token van een bepaald fysisch type. Bij het inconsistente monisme kan de token-token correspondentie ook buiten de type-type correspondentie vallen. Het resultaat daarvan is token-identiteit.

De type-identiteitstheorie of het type-fysicalisme werd ontwikkeld door John Smart en Ullin Place als een directe reactie op het falen van het behaviorisme. Deze filosofen verdedigden, als mentale toestanden in feite een soort fysische substantie waren, maar geen gedrag, dat mentale toestanden dan waarschijnlijk identiek waren aan interne toestanden van de hersenen. In erg vereenvoudigde termen: Een mentale toestand M is niets anders dan een toestand van de hersenen B. De mentale toestand "verlangen naar een kopje koffie" zou dan niet meer zijn dan "het aanwakkeren van bepaalde neuronen in bepaalde delen van de hersenen".
Ondanks het feit dat de identiteitstheorie op het eerste gezicht plausibel lijkt, kampt ze met op zijn minst één zware uitdaging, met name de these van de meervoudige realiseerbaarheid (Multiple Realizability), die voor het eerst geformuleerd werd door Hilary Putnam. Het lijkt duidelijk dat niet enkel mensen, maar ook bijvoorbeeld amfibieën pijn kunnen ervaren. Anderzijds lijkt het zeer onwaarschijnlijk dat al deze zeer verscheidene organismen met dezelfde pijn zich in dezelfde hersentoestand bevinden. Bijgevolg is de identiteitstheorie empirisch ongefundeerd.
Maar zelfs als dit het geval is, volgt daaruit niet dat alle vormen van de identiteitstheorie moeten worden afgewezen. Volgens theorieën van token identiteit, impliceert het feit dat een zekere hersentoestand verbonden is met slechts één "mentale" toestand van een persoon niet noodzakelijk dat er een absolute correlatie bestaat tussen types van mentale toestanden en types van hersentoestanden. Het type-token onderscheid kan geïllustreerd worden aan de hand van een eenvoudig voorbeeld: Het woord "geel" bevat drie types van letters (g, e, l), waaronder 2 instantiaties of tokens van de letter e en een van de andere twee letters.
Het idee van token identiteit is dat enkel individuele instanties van mentale gebeurtenissen identiek zijn aan individuele instanties of tokens van fysische gebeurtenissen.
Inconsistent monisme (cf. infra) en de meeste andere niet-reductieve fysicalismen zijn token-identiteitstheorieën. Ondanks de problemen waarmee de type-identiteitstheorie geconfronteerd wordt, is er in het heden terug hernieuwde interesse voor de theorie, hoofdzakelijk onder invloed van het werk van Jaegwon Kim.

### Functionalisme
Het functionalisme werd ontwikkeld door Hilary Putnam en Jerry Fodor als een reactie op de gebreken van de identiteitstheorie. Putnam en Fodor vatten mentale toestanden op in termen van een computationele theorie van de geest. In diezelfde periode of net iets later, formuleerden D.M. Armstrong en David Kellogg Lewis een versie van het functionalisme die de mentale concepten van de Folk psychology omzet in functionele rollen.
Ten slotte leidde ook Wittgensteins idee van Meaning as use tot een versie van het functionalisme als een betekenistheorie, die verder uitgewerkt werd door Wilfrid Sellars en Gilbert Harman.
Wat al deze verschillende varianten van het functionalisme gemeenschappelijk hebben is de stelling dat mentale toestanden in essentie gekarakteriseerd worden door hun causale relaties met andere mentale toestanden en met zintuiglijke input en output van gedrag. Het functionalisme abstraheert met andere woorden weg van de details van de fysische implementatie van mentale toestanden, door ze te karakteriseren in termen van niet-mentale functionele eigenschappen. Zo wordt bijvoorbeeld een nier wetenschappelijk gekarakteriseerd aan de hand van haar functionele rol bij het filteren van bloed en het vrijwaren van een zeker chemisch evenwicht in het lichaam. Vanuit dit standpunt maakt het niet echt uit of de nier opgebouwd is uit organisch weefsel, plastic nano-buisjes of siliconenchips: Belangrijk is enkel de rol die ze speelt en de relaties die er bestaan tussen haar en de andere organen. Enkel deze bepalen het object als een nier.

### Niet-reductief fysicalisme
Veel filosofen houden sterk vast aan twee essentiële overtuigingen met betrekking tot mind–body relaties:
1. Het fysicalisme is correct en mentale toestanden moeten dus fysische toestanden zijn.
2. Alle reductionistische voorstellen zijn onbevredigend: mentale toestanden kunnen niet herleid worden tot gedrag, hersentoestanden of functionele toestanden.
Bijgevolg rijst de vraag of er toch een niet-reductief fysicalisme mogelijk zou kunnen zijn. Donald Davidsons Inconsistent monisme is een poging om een dergelijk fysicalisme te ontwikkelen.
Het idee wordt dikwijls geformuleerd in termen van de stelling van superveniëntie (Supervenience, letterlijk: "bovenop komen"): Mentale toestanden superveniëren op fysische toestanden, maar zijn er niet toe te herleiden. "Superveniëntie" beschrijft bijgevolg een functionele afhankelijkheid: Er kan geen verandering optreden in het mentale, zonder enige verandering op het vlak van het fysische.

### Eliminatief materialisme
Als iemand zichzelf materialist noemt, maar gelooft dat alle reductionistische inspanningen gefaald hebben en dat een niet-reductief materialisme incoherent is, dan kan men nog steeds een laatste, meer radicale positie innemen, namelijk het eliminatieve materialisme. Eliminatief materialisten verdedigen dat mentale toestanden fictieve entiteiten zijn, die geïntroduceerd zijn door alledaagse "folk psychology". Mocht de "folk psychology", die de eliminativisten beschouwen als een pseudowetenschappelijke theorie, fout blijken te zijn, dan moeten we samen met haar ook alle door haar gepostuleerde entiteiten afschrijven.
Eliminativisten zoals Patricia Churchland en Paul Churchland verwijzen dikwijls naar het lot van andere, foutieve populaire theorieën en ontologieën die in de geschiedenis zijn ontstaan. Zo is bijvoorbeeld gebleken dat het geloof in hekserij als bron voor problemen van mensen foutief gebleken, met als gevolg dat de meeste mensen niet meer geloven in het bestaan van heksen. Hekserij werd hierbij niet verklaard in termen van een ander fenomeen, maar werd eerder geëlimineerd uit het discours.

## Linguïstische kritiek op het lichaam-geestprobleem
Elke poging om een antwoord te bieden voor het lichaam-geestprobleem heeft te kampen gekregen met substantiële problemen. Sommige filosofen redeneren dat dit te wijten is aan een onderliggende conceptuele verwarring. Deze filosofen doen het lichaam-geestprobleem af als een illusoir probleem. Een dergelijke positie wordt in het heden in de analytische filosofie ingenomen door de volgelingen van Ludwig Wittgenstein en de Wittgensteiniaanse traditie van linguïstische kritiek. De vertegenwoordigers van deze positie stellen dat het een dwaling is te vragen of mentale en biologische toestanden samen passen. Volgens hen moet men eenvoudigweg aanvaarden dat mensen op verschillende wijzen beschreven kunnen worden, bijvoorbeeld door gebruik van een biologisch en een mentaal vocabularium. Illusoire problemen ontstaan wanneer iemand probeert om het ene te beschrijven in het vocabularium van het andere, of wanneer het mentale vocabularium gebruikt wordt in de foute contexten. Dit gebeurt bijvoorbeeld wanneer men gaat zoeken naar mentale toestanden van de hersenen. Hierbij zijn de hersenen de verkeerde context voor het gebruik van het mentale vocabularium. De zoektocht naar mentale toestanden van de hersenen is bijgevolg een categoriefout of een puur conceptuele verwarring.
Heden wordt een dergelijke positie dikwijls ingenomen door interpretatoren van Wittgenstein, zoals Peter Hacker. Ook Hilary Putnam heeft echter de positie overgenomen dat het lichaam-geestprobleem een illusoir probleem is dat moet opgelost worden op de wijze die door Wittgenstein vooropgesteld werd.

## Het naturalisme en haar problemen
De stelling van het fysicalisme is dat de geest deel uitmaakt van de materiële of fysische wereld. Een dergelijk standpunt wordt geconfronteerd met het probleem dat de geest bepaalde eigenschappen heeft die niet voorkomen bij eender welk materieel ding. Fysicalisme moet bijgevolg verklaren hoe het mogelijk is dat deze kenmerken desondanks toch kunnen voortkomen uit een materieel ding. Het project van de zoektocht naar een dergelijke verklaring wordt vaak "De naturalisering van het mentale genoemde". De twee grootste problemen waar dit project mee te kampen krijgt zijn het probleem van de qualia en het probleem van intentionaliteit:

### Qualia
Vele mentale toestanden hebben de eigenschap dat ze subjectief op verschillende wijzen worden waargenomen door verschillende individuen. Zo is het bijvoorbeeld kenmerkend voor de mentale toestand van pijn dat ze pijnlijk is. Bovendien is mogelijk jouw ervaring van pijn niet dezelfde als die van mij, aangezien we geen methode hebben om te meten hoeveel pijn iets doet of om te beschrijven hoe het voelt om pijn te hebben. Waar komt zo een ervaring (Quale) vandaan? Er is niets dat aangeeft dat een neurale of functionele toestand vergezeld kan worden door een pijn-ervaring. Vaak wordt dit punt als volgt geformuleerd: Het bestaan van gebeurtenissen in de hersenen kunnen vanuit zichzelf en enkel door zichzelf niet verklaren waarom ze vergezeld worden door corresponderende qualiatieve ervaringen. Waarom komen vele hersenprocessen voor met een vergezellend aspect in het bewustzijn? Het lijkt onmogelijk om dit te verklaren. Iemand als Thomas Nagel zal dan ook stellen dat de huidige opvattingen over objectiviteit en het fysische niet adequaat genoeg zijn om dit subjectieve aspect te vatten.
Desondanks lijkt het voor velen dat de wetenschappen uiteindelijk in staat zullen zijn om dergelijke ervaringen te verklaren. Dit volgt uit de logica van reductieve verklaringen. Als ik een fenomeen reductief probeer te verklaren, dan moet ik ook uitleggen waarom het fenomeen alle eigenschappen heeft waarover het beschikt. In het geval van mentale toestanden betekent dit dat er verklaard dient te worden waarom ze de eigenschap hebben om op een bepaalde manier ervaren te worden.

### Intentionaliteit

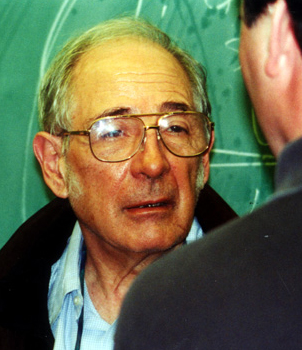
John Searle, een van de meest invloedrijke filosofen van geest en cognitie, vertegenwoordiger van het biologisch naturalisme, Berkeley 2002

Intentionaliteit is de mogelijkheid van mentale toestanden om gericht te zijn op, of in relatie te staan tot iets, in de externe wereld. Deze eigenschap van mentale toestanden houdt in dat ze een inhoud en semantische referenten hebben en dat er bijgevolg waarheidswaarde aan toegekend kan worden. Wanneer men poogt deze toestand te herleiden tot natuurlijke processen, dan rijst er een probleem: natuurlijke processen zijn noch waar, noch vals, ze vinden eenvoudigweg plaats. Natuurlijke processen hebben met andere woorden geen waarheidswaarde. Mentale ideeën of oordelen zijn echter wel steeds waar of vals. Hoe kunnen mentale toestanden dan natuurlijke processen zijn? De mogelijkheid om semantische waarde toe te kennen aan ideeën moet betekenen dat zulke ideeën betrekking hebben op feiten. Dus, bijvoorbeeld, het idee dat Herodotos een historicus was, verwijst naar Herodotos en naar het feit dat hij een historicus was. Als het feit waar is, dan is de idee eveneens waar; in het andere geval is het vals. Maar waar komt deze relatie vandaan? In de hersenen zijn er enkel elektrochemische processen en deze lijken in niets verband te houden met Herodotos.

## Filosofie van de geest en de wetenschappen
Mensen zijn lichamelijke wezens en als dusdanig zijn ze ook het object van onderzoeken en beschrijvingen door de natuurwetenschappen. Aangezien mentale processen niet onafhankelijk bestaan van lichamelijke processen, spelen de beschrijvingen die door de wetenschappen over menselijke wezens gegeven worden, een belangrijke rol in de filosofie van de geest. Er zijn veel wetenschappelijke disciplines die processen die verband houden met het mentale bestuderen. De lijst van dergelijke disciplines omvat onder andere: de biologie, de computerwetenschappen, de cognitieve wetenschappen, de cybernetica, de linguïstiek, de geneeskunde, de farmacologie, de psychologie, etc.

### (Neuro)biologie
De theoretische achtergrond van de biologie is, net als het geval is voor de moderne natuurwetenschappen in het algemeen, fundamenteel materialistisch. De studieobjecten zijn in de eerste plaats fysische processen, die beschouwd worden als basis voor mentale activiteiten en gedrag. Het toenemende succes van de biologie met betrekking tot de verklaring van mentale fenomenen kan afgeleid worden uit een uitblijven van empirische weerlegging van haar fundamentele vooronderstelling: "Er kan geen verandering optreden in de mentale toestanden van een persoon zonder dat er een verandering is in de hersentoestanden".
In het domein van de neurobiologie zijn er vele subdisciplines die zich bezighouden met de relaties tussen mentale en fysische toestanden en processen:
- de Zintuiglijke neurofysiologie onderzoekt de relatie tussen de processen van de waarneming en stimulatie[44].
- de cognitieve neurowetenschappen bestuderen de correlatie tussen mentale processen en neurale processen[44].
- de neuropsychologie beschrijft de afhankelijkheid van mentale capaciteiten op specifieke anatomische gedeelten van de hersenen[44].
- de evolutionaire biologie bestudeert de oorsprong en ontwikkeling van het menselijk zenuwstelsel en beschrijft, in zoverre dit beschouwd wordt als de basis voor de menselijke geest, de ontogenetische en fylogenetische ontwikkeling van mentale fenomenen, beginnende van bij hun meest primitieve stadia[42].

Sinds de jaren 80 hebben verfijnde hersenbeeldvormende technieken onze kennis van de werking van de menselijke hersenen in grote mate doen toenemen, wat ook licht wierp op oude filosofische problemen.

De methodologische doorbraken van de neurowetenschappen en in het bijzonder de introductie van hoogtechnologische hersenbeeldvormende technieken, hebben geleid tot een toename in steeds ambitieuzere onderzoeksprogramma's: Een van de belangrijkste doelen is om een beschrijving en verklaring te bieden voor de correspondentie tussen neurale processen en mentale functies. Een erg klein deel van de neurobiologen, zoals Emil du Bois-Reymond en John Eccles hebben de mogelijkheid van een "reductie" van mentale fenomenen tot hersenprocessen afgewezen, mede uit religieuze overwegingen. De hedendaagse neurobioloog en filosoof Gerhard Roth blijft echter een vorm van "niet-reductionistisch materialisme" verdedigen.

### Computerwetenschap
Computerwetenschap of informatica houdt verband met het automatisch verwerken van informatie, of op zijn minst met fysische systemen of symbolen waaraan informatie wordt toegekend, door middel van bijvoorbeeld computers. Reeds vanaf het begin zijn computerprogrammeurs in staat geweest om programma's te ontwikkelen die computers de mogelijkheid geven om taken uit te voeren waarvoor bij organische wezens een geest nodig is. Een eenvoudig voorbeeld hiervan is het uitvoeren van een som. Het is echter duidelijk dat computers geen nood hebben aan een geest om een som van getallen te berekenen. Kunnen zij, ooit, zover komen dat ze een geest ontwikkelen? Deze vraag is op de voorgrond gekomen van vele filosofische debatten onder invloed van onderzoek op het domein van de artificiële intelligentie ("AI").
Binnen het domein van de artificiële intelligentie is het gebruikelijk om een onderscheid te maken tussen een bescheiden onderzoeksprogramma en een meer ambitieus programma: Dit onderscheid werd voor het eerst gemaakt door John Searle, in de opdeling tussen sterke AI en zwakke AI (strong & weak AI). Het enige doel van "zwakke AI" is volgens Searle de succesvolle nabootsing van mentale toestanden, zonder enige poging om computers tot bewustzijn, gewaarwording etc. te brengen. Het doel van "sterke AI" daarentegen is de ontwikkeling van een computer met een bewustzijn dat gelijkt op dat van menselijke wezens. Het programma van sterke AI gaat terug op een van de pioniers van de computerwetenschap, namelijk Alan Turing. Als een antwoord op de vraag "Kunnen computers denken?", formuleerde hij de bekende Turing-test. In de Turing-test wordt een computer geplaatst in een afzonderlijke kamer, naast een andere kamer waarin zich een menselijk persoon bevindt. De beide personen worden afgezonderd van een derde persoon die aan beide - de persoon alsook de computer - de beide vragen stelt. Wanneer voor de derde persoon de antwoorden van de computer ononderscheidbaar zijn van de antwoorden van de menselijke persoon, dan wijst dit er volgens Turing op dat de computer kan denken. De Turing-test heeft evenwel veel kritieken gekregen, waarvan het bekende Chinese kamer gedachte-experiment, geformuleerd door John Searle, de bekendste is.
De vraag naar de mogelijke sensitiviteit (qualia) van computers en robots blijft nog steeds open.
Op dit moment echter, zijn de meeste computerwetenschappers niet erg optimistisch. Sommige wetenschappers geloven evenwel dat de ontwikkeling en specialisering van kunstmatige intelligentie nog nieuwe bijdragen kan leveren voor een oplossing van het lichaam-geestprobleem. Zij stellen dat, op basis van wederzijdse invloeden tussen software en hardware die plaatsvinden in alle computers, het mogelijk is dat op een dag theorieën ontdekt kunnen worden die ons kunnen helpen om wederzijdse invloeden tussen de menselijke geest en de hersenen beter te kunnen begrijpen

### Psychologie
In de Psychologie worden mentale toestanden op een directe wijze onderzocht. De psychologie maakt primair gebruik van empirische methodes om concrete mentale toestanden zoals plezier, angst of obsessies te verklaren. De psychologie onderzoekt de wetmatigheden die deze mentale toestanden met elkaar, of met andere in- of output van het menselijk organisme, verbindt.
Een voorbeeld hiervan is de waarnemingspsychologie. Wetenschappers die werkzaam zijn in dit domein hebben ontdekt dat er algemene principes zijn voor het waarnemen van vormen. Een wet uit de Gestaltpsychologie zegt dat objecten die in dezelfde richting bewegen waargenomen worden als verband houdend met elkaar. Deze wet beschrijft een relatie tussen visuele input en mentale perceptuele toestanden. Dit zegt echter niets over de natuur van perceptuele toestanden. De wetten die ontdekt worden in de psychologie zijn compatibel met alle antwoorden op het lichaam-geestprobleem die reeds beschreven zijn.
Een recente ontwikkeling op het raakvlak van psychologie en filosofie is het concept Theory of mind, het menselijk vermogen om zich een beeld te vormen van de geestestoestand van anderen, en indirect (via zelfreflectie) van zichzelf.

## Filosofie van de geest in de continentale traditie
De discussie in dit artikel heeft zich vooral toegespitst op de, vooral met betrekking tot Philosophy of Mind, erg dominante school (of stijl) van filosofie in de westerse cultuur, die meestal analytische filosofie genoemd wordt. Er bestaan nog andere denkstromingen en scholen, die echter veelal (soms verkeerdelijk) worden onderverdeeld onder de brede noemer van de continentale filosofie. De verschillende scholen die onder dit label vallen (de fenomenologie, het existentialisme, etc.) neigen af te wijken van de analytische school in zoverre ze zich minder toeleggen op taal en logische analyse, maar meer op een direct begrijpen van het menselijk bestaan en de menselijke ervaring. Met betrekking tot de specifieke discussie aangaande de geest, vertaalt zich dit in pogingen om de concepten van denken en ervaring op een directe wijze te vatten, waarbij er geen beroep gedaan wordt op de analyse van linguïstische vormen.
In Phänomenologie des Geistes bespreekt Georg Wilhelm Friedrich Hegel drie onderscheiden types van geest: de subjectieve geest, de geest van het individu, de objectieve geest, de geest van de maatschappij en de staat, en de absolute geest, die een eenheid vormt van alle concepten. Dit wordt verder uitgewerkt in Hegels Die Wissenschaft des Geistes, uit zijn Enzyklopädie der philosophischen Wissenschaften im Grundrisse
In de twintigste eeuw waren de twee belangrijkste scholen die ontwikkeld werden als antwoord of als reactie op de Hegeliaanse traditie die van de Fenomenologie en die van het Existentialisme.
De fenomenologie werd ontwikkeld door Edmund Husserl en legt zich toe op de inhouden van de menselijke geest, het noema, en hoe fenomenologische processen onze ervaringen vormgeven. Een belangrijke leerling van Husserl was de Franse filosoof Maurice Merleau-Ponty, die in zijn werk sterk ingaat op de relatie tussen het lichaam en de geest. Hij stelt dat de band tussen beide veel nauwer dan traditioneel gedacht en zelfs onderling afhankelijk is. Het lichaam is niet enkel een ding, een object voor Merleau-Ponty, maar eveneens een noodzakelijk voorwaarde voor de ervaring zelf. Het existentialisme werd aangevoerd door Jean-Paul Sartre en legt de nadruk op de inhoud van ervaringen en hoe de geest met deze ervaringen omgaat.
Een belangrijk, doch niet erg bekend, voorbeeld van een filosoof en cognitieve wetenschapper die de ideeën uit beide tradities poogt te synthetiseren is Ron McClamrock. McClamrock ontleende opvattingen aan Herbert Simon en werd daarnaast ook beïnvloed door existentiële fenomenologen zoals Merleau-Ponty en Martin Heidegger. McClamrock stelt dat de menselijke conditie van het in-de-wereld-zijn, of Dasein, het onmogelijk maakt voor hem om zichzelf te begrijpen door middel van abstractie alsof men een onafhankelijk, losgekoppeld, experimenteel object bestudeert, waarvan men zelf geen deel van uitmaakt.

## Concepten, beïnvloed door de filosofie van de geest
Er zijn ontelbaar veel onderwerpen die beïnvloed worden door de ideeën die ontwikkeld werden in de Philosophy of mind. Duidelijke voorbeelden hiervan zijn de natuur van de dood en haar definitieve karakter, de natuur van emotie, van waarneming en van het geheugen. Vragen over wat een persoon is en waaruit zijn of haar identiteit opgebouwd is, houden ook verband met de filosofie van de geest. Er zijn twee onderwerpen, verband houdend met Philosophy of Mind, die bijzondere aandacht hebben opgewekt: De vrije wil en het zelf.

### Vrije wil
Binnen de context van de filosofie van de geest krijgt de vraag naar de vrijheid van de wil een hernieuwde intensiteit. Dit is op zijn minst het geval voor het materialistische determinisme. Volgens deze positie bepalen natuurwetten volledig het verloop van de materiële wereld. Mentale toestanden - en bijgevolg ook de wil - zouden materiële toestanden zijn, wat betekent dat menselijk gedrag en beslissingen volledig gedetermineerd worden door natuurlijke wetmatigheden. Sommigen dragen deze argumentatie nog een stap verder en stellen dat mensen niet voor zichzelf kunnen beslissen wat ze willen en wat ze doen. Daaruit volgt dat ze niet vrij zijn.

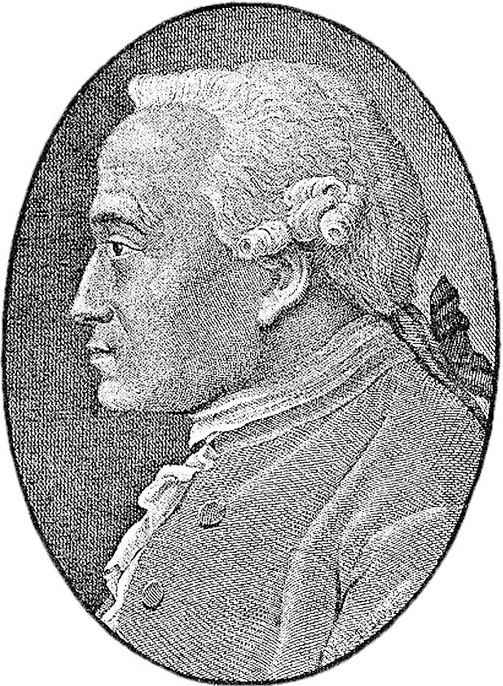
Immanuel Kant verwierp het determinisme en verdedigde het concept van de vrije wil

Deze argumentatie wordt verworpen door enerzijds de compatibilisten en anderzijds door de incompatibilisten. De compatibilisten stellen dat de vraag "Zijn wij vrij?" enkel beantwoord kan worden eens we bepaald hebben wat het begrip "vrij" net betekent. De tegenhanger van "vrij" is niet "veroorzaakt", maar "geforceerd" of "gedwongen". Het is niet juist om vrijheid te identificeren als indeterminisme. Een vrije handeling is er één waarbij de actor anders gehandeld zou kunnen hebben, als hij dat had gewild. In dit opzicht kan een persoon vrij zijn, zelfs wanneer het determinisme correct blijkt te zijn. De meest belangrijke compatibilist uit de geschiedenis van de filosofie was David Hume. Momenteel wordt deze positie onder andere verdedigd door Daniel Dennett.
Anderzijds zijn er eveneens veel incompatibilisten, die het argument verwerpen, omdat zij geloven dat de vrijheid van de ziel op een sterke basis berust, namelijk originationisme. Deze filosofen bevestigen dat de loop van de wereld niet volledig gedetermineerd wordt door natuurwetmatigheden: De wil zelf moet niet noodzakelijk zijn en daardoor is ze potentieel vrij. De meest prominente incompatibilist in de geschiedenis van de filosofie was Immanuel Kant. Critici van deze positie beschuldigen de incompatibilisten ervan dat ze gebruikmaken van een incoherent begrip van vrijheid. Hun argument is als volgt: Als onze wil door niets gedetermineerd wordt, dan verlangen we wat we verlangen op basis van puur toeval. Als ons verlangen volkomen accidenteel of arbitrair is, dan zijn we niet vrij. Als onze wil niet gedetermineerd wordt door iets, dan zijn we bijgevolg niet vrij.

### Het zelf
De filosofie van de geest heeft ook belangrijke gevolgen voor het concept van het zelf. Als men met "zelf" of "ik" verwijst naar een essentiële, onveranderlijke kern van een persoon, dan zullen de meeste hedendaagse angelsaxische filosofen stellen dat een dergelijk iets niet bestaat. De idee van het zelf als een onveranderlijke essentiële kern is afgeleid van de Christelijke idee van een ziel. Een dergelijke idee is onaanvaardbaar voor de meeste hedendaagse filosofen, omwille van hun fysicalistische oriëntatie en omwille van de algemene aanvaarding van het scepticisme ten aanzien van het 'zelf', zoals het gesteld werd door David Hume, die zichzelf nooit iets zag handelen, denken of voelen. Desondanks is, in het licht van de empirische resultaten uit de ontwikkelingspsychologie, ontwikkelingsbiologie en de neurowetenschap, de idee van een essentiële, niet-constante, materiële kern - een geïntegreerd representationeel systeem, verdeeld over veranderende patronen van synaptische verbinding - redelijk en aanvaardbaar geworden.
Met het oog op dit probleem hebben sommige filosofen bevestigd dat we de idee van het zelf moeten afwijzen. Zo beoefenen bijvoorbeeld Thomas Metzinger en Susan Blackmore meditatietechnieken en beweren ze dat dit betrouwbare bewuste ervaringen kan geven van zelf-loosheid. Dit blijft echter een positie die ingenomen wordt door een minderheid. Meer verspreid is de opvatting dat we het concept niet moeten afwijzen, maar louter moeten herdefiniëren: Als we het hebben over "het zelf", verwijzen we dan niet langer naar een onveranderlijke en essentiële kern, maar naar iets dat in voortdurende verandering verkeert. Een bekende vertegenwoordiger van deze positie is Daniel Dennett.
Er zijn ook andere filosofen, zoals Bernard Williams, die toch een zekere vorm van persoonsidentiteit willen behouden. Zij wijzen wel het klassieke beeld van een immateriële ziel af, en wijzen eerder op gegevens zoals het lichaam of psychische continuïteit.